# Renzo Rossellini

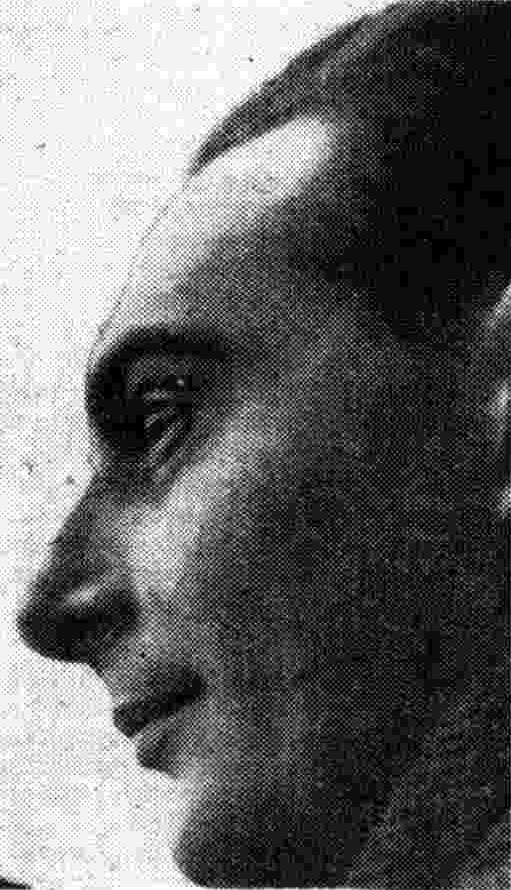
Renzo Rossellini

Renzo Rossellini (2 de fevereiro de 1908 – 13 de maio de 1982) foi um compositor italiano, mais conhecido por suas trilhas para filmes.
Nascido em Roma, era irmão do diretor Roberto Rossellini e pai do produtor Franco Rossellini. Ele morreu em Monte Carlo .
Ele compôs as trilhas sonoras dos filmes de seu irmão e de outros como The Children Are Watching Us e Il segno di Venere .
Ele também escreveu vários balés, oratórios, cantatas, quatro óperas - La Guerra (1956), Il vortice (1958), Uno sguardo dal ponte (1961), L'Annonce faite à Marie (1970) -, sinfonias, música de câmara e canções.

## Filmografia selecionada
- The Ancestor (1936)
- Sob o Cruzeiro do Sul (1938)
- Princesa Tarakanova (1938)
- O navio branco (1941)
- A Pilot Returns (1942)
- Luisa Sanfelice (1942)
- Giarabub (1942)
- Noi Vivi (1942)
- Addio Kira (1942)
- Cavaleiros do Deserto (1942)
- Um Garibaldian no Convento (1942)
- Os Dois Órfãos (1942)
- O Homem com uma Cruz (1943)
- Maria Malibran (1943)
- O Tirano de Pádua (1946)
- Diante dele, toda Roma tremia (1946)
- Os irmãos Karamazov (1947)
- Fatal Symphony (1947)
- L'Amore (1948)
- Amor e sangue (1951)
- Shadows Over Naples (1951)
- Sem Bandeira (1951)
- Messalina (1951)
- Uma Mulher Matou (1952)
- A máquina para matar pessoas más (1952)
- Milady and the Musketeers (1952)
- Estamos dançando no arco-íris (1952)
- Europa' 51 (1952)
- Por Você Eu Pequei (1953)
- Casa de Ricordi (1954)
- Os Amantes de Manon Lescaut (1954)
- Orient Express (1954)

## Prêmios
- Nastro d'Argento : Melhor trilha sonora para Paisà (1946) e para I fratelli Karamazoff (1947).